# Maur, Zürich
Maur är en ort och kommun i distriktet Uster i kantonen Zürich, Schweiz. Kommunen har 10 919 invånare (2023).
Kommunen består av fyra delar:
| Ort                              | Invånare 31 dec 2018 |
| -------------------------------- | -------------------- |
| Binz                             | 2 137                |
| Ebmatingen                       | 2 762                |
| Forch (Aesch, Scheuren)          | 3 171                |
| Maur (inkl. Uessikon och Neugut) | 2 134                |